# 건 프론티어
《건 프론티어》(Gun Frontier, ガンフロンティア)는 일본의 개발사 타이토가 제작한 1990년 종형 슈팅 게임이다. 슈팅 게임에서는 드문 서부 시대 배경이 특징이다. 플레이어는 리볼버를 닮은 전투기를 조종해, 22세기의 미개척행성 글로리아를 우주 해적 와일드 리저즈로부터 해방시키는 것이 목표이다. 타이토의 게임 개발자 센바 타카츠나가 기획한 첫번째 게임으로, 타이토 F2 시스템 기판으로 출시됐다.
게임 속에 등장하는 적기를 격추시키면 나오는 동전을 수집해 플레이어의 전투기를 강화할 수 있다. 또한 흔히 슈팅 게임에서 등장하는 봄 시스템을 개량하여, 한번에 봄을 획득하는 대신 조금씩 봄 형태의 아이템을 모으다가 발동시 가지고 있던 아이템 수만큼 위력이 달라진다.
아케이드로 출시된 후 1997년 세가 새턴으로 완전 이식판이 등장했다. 새턴 판의 경우 게임 언론으로부터 복합적인 평가를 받았다. 특이한 봄 시스템 같은 게임플레이 요소는 이후 《배틀 가레가》같은 작품들에 영향을 끼쳤다. 2005년 플레이스테이션 2으로 발매된 《타이토 메모리즈 하편》과 2006년 플레이스테이션 2, 엑스박스 및 마이크로소프트 윈도우로 발매된 《타이토 레전즈 2》에 수록됐다.
이 게임의 발매 후 타이토는 '프로젝트 건 프론티어 2'라고 명명된 게임 《메탈 블랙》을 1991년에 출시됐다. 《메탈 블랙》 역시 센바 타카츠나가 기획했다.

## 반응
세가 새턴판 발매 당시 복합적인 평가를 받았다.

## 참조
1. ↑  일부 국제판의 경우 《건 & 프론티어》(Gun & Frontier)라는 제목으로 발매됐다.